# Йоханес Хюбнер (политик)
Д-р Йоханес Хюбнер (на немски: Johannes Hübner) е австрийски политик, говорител по външна политика на Партията на свободата и член на парламента.

## Биография
Йоханес Хюбнер е роден на 7 октомври 1956 година в град Виена. След завършването на гимназия учи право.
От 1988 година Хюбнер заема различни позиции в Партията на свободата.